# Storia delle letterature di tutto il mondo
Storia delle letterature di tutto il mondo è stata una collana editoriale di storia della letteratura della casa editrice Nuova Accademia di Milano diretta da Antonio Viscardi e facente parte del Thesaurus Litterarum fondato da Vincenzo Errante.
I volumi sono stati pubblicati in più edizioni tra la fine degli anni 1950 e l'inizio degli anni 1980 dalla casa editrice Nuova Accademia che, nata nel 1959 a Milano, fu rilevata e trasformata nel 1966 da Biagio Melloni, il primo imprenditore italiano a entrare nel mercato dei libri remainders, in Edizioni Accademia.
Alla fine degli anni 1960 la collana editoriale viene riedita in modo congiunto dalle case editrici Sansoni ed Edizioni Accademia come Le letterature del mondo, diretta sempre da Antonio Viscardi ma in cooperazione con Riccardo Bacchelli e Giovanni Macchia; questa riedizione si compone di cinquanta volumi molti dei quali ristampe della collana precedente e quasi sempre con aggiornamenti e aggiunte di saggi.
I volumi di entrambe le edizioni sono oggi considerati rari in quanto non più ristampati.

## Volumi pubblicati

### Storia
- 1.  Giuliano Bertuccioli, Storia della letteratura cinese (1959) 302 pp.
- 2.  Leo Magnino, Storia della letteratura giapponese (1952) 366 pp.
- 3.  Vittore Pisani, Storia delle letterature antiche dell'India (1953) 297 pp.
- 4.  Sergio Donadoni, Storia della letteratura egiziana antica (1957) 337 pp.; (1959) 341 pp.
- 5.  Alessandro Bausani, Storia delle letterature del Pakistan: urdù, pangiábī, sindhī, pashtō, bengali pakistana (1958) 370 pp.
- 6.  Antonino Pagliaro e Alessandro Bausani, Storia della letteratura persiana (1960) 914 pp.
- 7.  Antonio Belli, Storia della letteratura ebraica biblica e postbiblica (1951) 538 pp.
- 8.  Giovanni Rinaldi, Storia delle letterature dell'antica Mesopotamia, sumerica e assiro-babilonese (1957) 294 pp.; (1961) 314 pp.
- 9.  Enrico Cerulli, Storia della letteratura etiopica (1956) 279 pp.
- 10. Raffaele Cantarella, Storia della letteratura greca (1962) 1247 pp.
- 11. Ignazio Cazzaniga, Storia della letteratura latina (1962) 934 pp.
- 12. Francesco Piccolo, Storia della letteratura portoghese (1961) 405 pp.
- 13. Pasquale Aniel Jannini, Storia della letteratura brasiliana (1959) 302 pp.
- 14. Francesco Gabrieli, Storia della letteratura araba (1951) 376 pp.
- 15. Antonio Viscardi, Storia della letteratura italiana. Dalle origini al Rinascimento (1960) 661 pp.
- 19. Ugo Gallo, Storia della letteratura spagnola. Dalle origini al Barocco, a cura di Giuseppe Bellini (1958) 418 pp.
- 20. Ugo Gallo, Storia della letteratura spagnola. Dal Settecento al Novecento, a cura di Giuseppe Bellini (1958) 342 pp.
- 21. Ugo Gallo, Storia della letteratura ispano-americana (1954) 466 pp.; (1958) 482 pp.
- 22. Pasquale Aniel Jannini, Storia della letteratura brasiliana (1959) 302 pp.
- 23. Antonio Viscardi, Storia delle letterature d'oc e d'oil (1955) 541 pp.; (1958) 553 pp.
- 24. Alberto Del Monte, Storia della letteratura provenzale moderna (1958) 242 pp.
- 26. Alessio Bombaci, Storia della letteratura turca. Dall'antico impero di Mongolia all'odierna Turchia (1956) 526 pp.; (1961) 482 pp.
- 27. Carlo Grünanger, Storia della letteratura tedesca. Il Medioevo (1955) 383 pp.
- 28. Guido Calgari, Storia delle quattro letterature della Svizzera (1958) 578 pp.
- 29. Carlo Grünanger, Storia della letteratura tedesca medioevale (1960) 386 pp.
- 31. Antonio Mor e Jean Weisgerber, Storia delle letterature del Belgio (1958) 466 pp.
- 32. Carlo Izzo, Storia della letteratura inglese. Dalle origini alla Restaurazione (1961) 622 pp.
- 33. Carlo Izzo, Storia della letteratura inglese. Dalla Restaurazione ai nostri giorni (1963) 922 pp.
- 34. Carlo Izzo, Storia della letteratura nord-americana (1957) 714 pp.; (1959) 726 pp.
- 35. Mario Gabrieli, Storia delle letterature della Scandinavia (1958) 288 pp.
- 36. Giacomo Devoto (a cura di), Storia delle letterature baltiche, con Ants Oras, Letteratura estone, Ernests Blese, Letteratura lettone e Alfred Senn, Letteratura lituana (1957) 430 pp.; (1963) 449 pp.
- 37. Edoardo Roberto Gummerus, Storia delle letterature della Finlandia (1957) 274 pp.
- 38. Paolo Ruzicska, Storia della letteratura ungherese (1963) 830 pp.
- 40. Bruno Lavagnini, Storia della letteratura neoellenica (1955) 203 pp.; (1959) 226 pp.
- 41. Alessio Bombaci, Storia della letteratura turca. Dall'antico impero di Mongolia all'odierna Turchia (1956) 526 pp.; (1961) 482 pp.
- 42. Giuseppe Schirò Junior, Storia della letteratura albanese (1959) 267 pp.
- 43. Lavinia Borriero Picchio, Storia della letteratura bulgara. Con un profilo della letteratura paleoslava (1957) 278 pp.
- 44. Arturo Cronia, Storia della letteratura serbo-croata (1956) 626 pp.
- 45. Bruno Meriggi, Storia della letteratura slovena. Con un profilo della letteratura serbo-lusaziana (1961) 408 pp.
- 46. Marina Bersano Begey, Storia della letteratura polacca, prefazione di Enrico Damiani (1953) 275 pp.; (1957) 382 pp.
- 47. Bruno Meriggi, Storia delle letterature ceca e slovacca (1958) 390 pp.
- 48. Riccardo Picchio, Storia della letteratura russa antica (1959) 416 pp.; (1969) 403 pp.
- 49. Ettore Lo Gatto, Storia della letteratura russa moderna (1960) 738 pp.
- 50. Ettore Lo Gatto, Storia della letteratura russa contemporanea (1958) 770 pp.; (1963) 776 pp.

### Riedizione
- 1.1. Salvatore Battaglia, La letteratura italiana. Medioevo e Umanesimo (1971) 523 pp.
- 1.2. Salvatore Battaglia e Giancarlo Mazzacurati, La letteratura italiana. Rinascimento e Barocco (1974) 633 pp.
- 2.1. Domenico Consoli e Giorgio Petrocchi, La letteratura italiana. Arcadia, Illuminismo, Romanticismo (1973) 406 pp.
- 2.2. Gianfranco Contini, La letteratura italiana. Otto-Novecento (1974) 473 pp.
- 3. Antonio Viscardi, Le letterature d'oc e d'oil (1967) 473 pp.
- 4.1. Giovanni Macchia, La letteratura francese. Dal tramonto del Medioevo al Rinascimento (1970) 336 pp.; (1989) 386 pp.
- 4.2. Giovanni Macchia, La letteratura francese. Dal Rinascimento al Classicismo (1970) 536 pp.; (1988) 576 pp.
- 5.1. Giovanni Macchia, Luigi de Nardis e Massimo Colesanti, La letteratura francese. Dall'Illuminismo al Romanticismo (1974) 745 pp.
- 5.2. Giovanni Macchia (a cura di), La letteratura francese. Dal Romanticismo al Simbolismo (1987) 610 pp.
- 5.3. Giovanni Macchia (a cura di), La letteratura francese. Il Novecento (1987) 806 pp.
- 6. Carmelo Samonà e Alberto Varvaro, La letteratura spagnola. Dal Cid ai Re Cattolici (1972) 312 pp.
- 7.1. Carmelo Samonà (a cura di), La letteratura spagnola. I secoli d'oro (1973) 565 pp.
- 7.2. Mario Di Pinto e Rosa Rossi, La letteratura spagnola. Dal Settecento a oggi (1973) 525 pp.
- 8. Francesco Piccolo, La letteratura portoghese (1970) 345 pp.
- 9. Gino Lupi, La letteratura romena (1969) 436 pp.
- 10. Guido Calgari, Le quattro letterature della Svizzera (1968) 490 pp.
- 11. Antonio Mor e Jean Weisgerber, Le letterature del Belgio (1968) 395 pp.
- 12. Johannes Christiaan Brendt Corstius e Gerda van Woudemberg, La letteratura olandese (1969) 309 pp.
- 13. Carlo Grünanger, La letteratura tedesca medioevale (1967) 328 pp.
- 14. Vittorio Santoli, La letteratura tedesca moderna, con un'analisi della letteratura contemporanea di Marianello Marianelli (1971) 557 pp.
- 15. Mario Praz. La letteratura inglese. Dal Medioevo all'Illuminismo (1967) 412 pp.; (1979) 436 pp.
- 16. Mario Praz, La letteratura inglese. Dai romantici al Novecento (1967) 386 pp.; (1979) 390 pp.; (1989) 401 pp.
- 17. Mario Gabrieli, Letteratura della Scandinavia: danese, norvegese, svedese, islandese (1969) 450 pp.
- 18. Lavinia Borriero Picchio, La letteratura bulgara. Con un profilo della letteratura paleoslava (1969) 232 pp.
- 19. Riccardo Picchio, La letteratura russa antica (1968) 355 pp.
- 20. Ettore Lo Gatto, La letteratura russa moderna (1968) 522 pp.
- 21. Ettore Lo Gatto, La letteratura russo-sovietica (1968) 533 pp.
- 22. Marina Bersano Begey, La letteratura polacca (1968) 330 pp.
- 23. Bruno Meriggi, Le letterature ceca e slovacca. Con un profilo della letteratura serbo-lusaziana (1968) 364 pp.
- 24. Bruno Meriggi, Le letterature della Jugoslavia (1970) 617 pp.
- 25. Folco Tempesti, La letteratura ungherese (1969) 290 pp.
- 26. Giacomo Devoto (a cura di), Le letterature dei paesi baltici: Finlandia, Estonia, Lettonia, Lituania (1969) 570 pp.
- 27. Bruno Lavagnini, La letteratura neoellenica (1969) 345 pp.
- 28. Sergio Donadoni, La letteratura egizia (1968) 298 pp.
- 29. Giovanni Rinaldi, Le letterature antiche del vicino Oriente: sumerica, assira, babilonese, ugaritica, ittita, fenicia, aramaica, nord e sud-arabica (1968) 338 pp.
- 30. Enrico Cerulli, La letteratura etiopica. L'oriente cristiano nell'unità delle sue tradizioni (1968) 249 pp.
- 31. Franco Michelini Tocci, La letteratura ebraica (1970) 240 pp.
- 32. Francesco Gabrieli, La letteratura araba (1967) 318 pp.
- 33. Alessio Bombaci, La letteratura turca. Con un profilo della letteratura mongola (1969) 528 pp.
- 34. Antonino Pagliaro e Alessandro Bausani, La letteratura persiana (1968) 578 pp.
- 35. Alessandro Bausani, Le letterature del Pakistan e dell'Afghanistan: urdù, pangiábī, sindhī, pashtō, bengali pakistana (1968) 305 pp.
- 36. Vittore Pisani e Laxman Prasad Mishra, Le letterature dell'India, con un profilo della letteratura del Tibet di Giuseppe Tucci (1970) 609 pp.
- 37. Alessandro Bausani, Le letterature del Sud-Est asiatico: birmana, siamese, laotiana, cambogiana, vietnamita, giavanese, malese, indonesiana, filippina (1970) 442 pp.
- 38. Marcello Muccioli, La letteratura giapponese. La letteratura coreana (1969) 567 pp.
- 39. Giuliano Bertuccioli, La letteratura cinese (2007) 470 pp.
- 40. Carlo Izzo, La letteratura nord-americana (1967) 662 pp.; (1988) 702 pp.
- 41. Giuseppe Bellini e Ugo Gallo, La letteratura ispano-americana. Dalle letterature precolombiane ai nostri giorni (1958) 482 pp.; (1970) 572 pp.
- 42. Luciana Stegagno Picchio, La letteratura brasiliana (1972) 696 pp.
- 43. Raffaele Cantarella, La letteratura greca classica (1967) 553 pp.
- 44. Raffaele Cantarella, La letteratura greca dell'età ellenistica e imperiale (1979) 503 pp.
- 45. Salvatore Impellizzeri, La letteratura bizantina da Costantino a Fozio (1975) 473 pp.
- 46. Ettore Paratore, La letteratura latina dell'era repubblicana e augustea (1969) 532 pp.
- 47. Ettore Paratore, La letteratura latina dell'età imperiale (1970) 586 pp.
- 48. Luigi Alfonsi, La letteratura latina medievale (1988) 284 pp.
- 49. Manlio Simonetti, Letteratura cristiana antica greca e latina, introduzione di Giuseppe Lazzati (1988) 422 pp.
- 50. Fausta Garavini, La letteratura occitanica moderna (1970) 274 pp.
- s.n. Enea Balmas e Diego Valeri, L'età del Rinascimento  in Francia: letteratura e storia (1969) 761 pp.

### Antologia
- 2. Leo Magnino (a cura di), Le più belle pagine della letteratura giapponese (1957) 271 pp.
- 3. Vittore Pisani (a cura di), Le più belle pagine della letteratura dell'India in sanscrito (1962) 333 pp.
- 6. Raffaele Cantarella (a cura di), Le più belle pagine della letteratura greca classica. La poesia (1961) 639 pp.
- 7. Carmine Coppola (a cura di), Le più belle pagine della letteratura greca classica. La prosa (1961) 588 pp.
- 11. Francesco Gabrieli e Virginia Vacca (a cura di), Le più belle pagine della letteratura araba (1957) 335 pp.; (1976) 367 pp.
- 19. Ugo Gallo e Antonio Gasparetti (a cura di), Le più belle pagine della letteratura spagnola. Poesia e prosa dalle origini al '600 (1959) 783 pp.
- 20. Ugo Gallo e Antonio Gasparetti (a cura di), Le più belle pagine della letteratura spagnola. Dal '700 ai giorni nostri (1960) 1110 pp.
- 20. Pasquale Aniel Jannini (a cura di), Le più belle pagine della letteratura portoghese (1955) 445 pp.
- 21. Antonio Mor e Jean Weisgerber (a cura di), Le più belle pagine delle letterature del Belgio (1965) 317 pp.
- 22. Pasquale Aniel Jannini (a cura di), Le più belle pagine della letteratura brasiliana (1957) 450 pp.
- 24. Aurelio Roncaglia (a cura di), Le più belle pagine della letteratura d'oc e d'oil (1961) 641 pp.; (1973) 653 pp.
- 28. Marina Bersano Begey (a cura di), Le più belle pagine della letteratura polacca (1965) 348 pp.
- 33. Gabriele Baldini (a cura di), Le più belle pagine della letteratura inglese. Dalle origini all'età di Shakespeare (1960) 739 pp.
- 34. Fernando Ferrara (a cura di), Le più belle pagine della letteratura inglese. Dall'eta di Milton a oggi (1960) 790 pp.
- 35. Carlo Izzo (a cura di), Le più belle pagine della letteratura nord-americana (1960) 851 pp.
- 36. Mario Gabrieli (a cura di),  Le più belle pagine delle letterature della Scandinavia (1961) 516 pp.
- 37. Folco Tempesti (a cura di), Le più belle pagine della letteratura ungherese (1957) 316 pp.
- 41. Arturo Cronia (a cura di), Le più belle pagine della letteratura serbo-croata (1963) 421 pp.
- 44. Ettore Lo Gatto (a cuda di), Le più belle pagine della letteratura russa. Poesia e prosa dalle origini a Čechov (1957) 884 pp.
- 45. Ettore Lo Gatto (a cura di), Le più belle pagine della letteratura russa. Poesia e prosa contemporanee (1957) 746 pp.
- 46. Ettore Paratore (a cura di), Antologia latina dell'età repubblicana (1969) 478 pp.
- 47. Ettore Paratore (a cura di), Antologia latina dell'età augustea (1969) 526 pp.
- Quintino Cataudella (a cura di), Antologia cristiana dei primi secoli (1969) 307 pp.
- Quintino Cataudella (a cura di), Antologia cristiana dalla cantica ambrosiana alla regola di San Benedetto (1969) 288 pp.